# Guandixiang (ort i Kina, Shaanxi, lat 33,31, long 107,50)
Guandixiang är en ort i Kina. Den ligger i provinsen Shaanxi, i den nordvästra delen av landet, omkring 170 kilometer sydväst om provinshuvudstaden Xi'an. Antalet invånare är 5 849. Befolkningen består av 2 732 kvinnor och 3 117 män. Barn under 15 år utgör 18,0 %, vuxna 15-64 år 69 %, och äldre över 65 år 12,0 %.
Runt Guandixiang är det ganska tätbefolkat, med 111 invånare per kvadratkilometer. Närmaste större samhälle är Yangzhou, 10,9 km söder om Guandixiang. Trakten runt Guandixiang består till största delen av jordbruksmark.
Genomsnittlig årsnederbörd är 1 052 millimeter. Den regnigaste månaden är juli, med i genomsnitt 222 mm nederbörd, och den torraste är december, med 2 mm nederbörd.